# 佛兰德伯爵广场

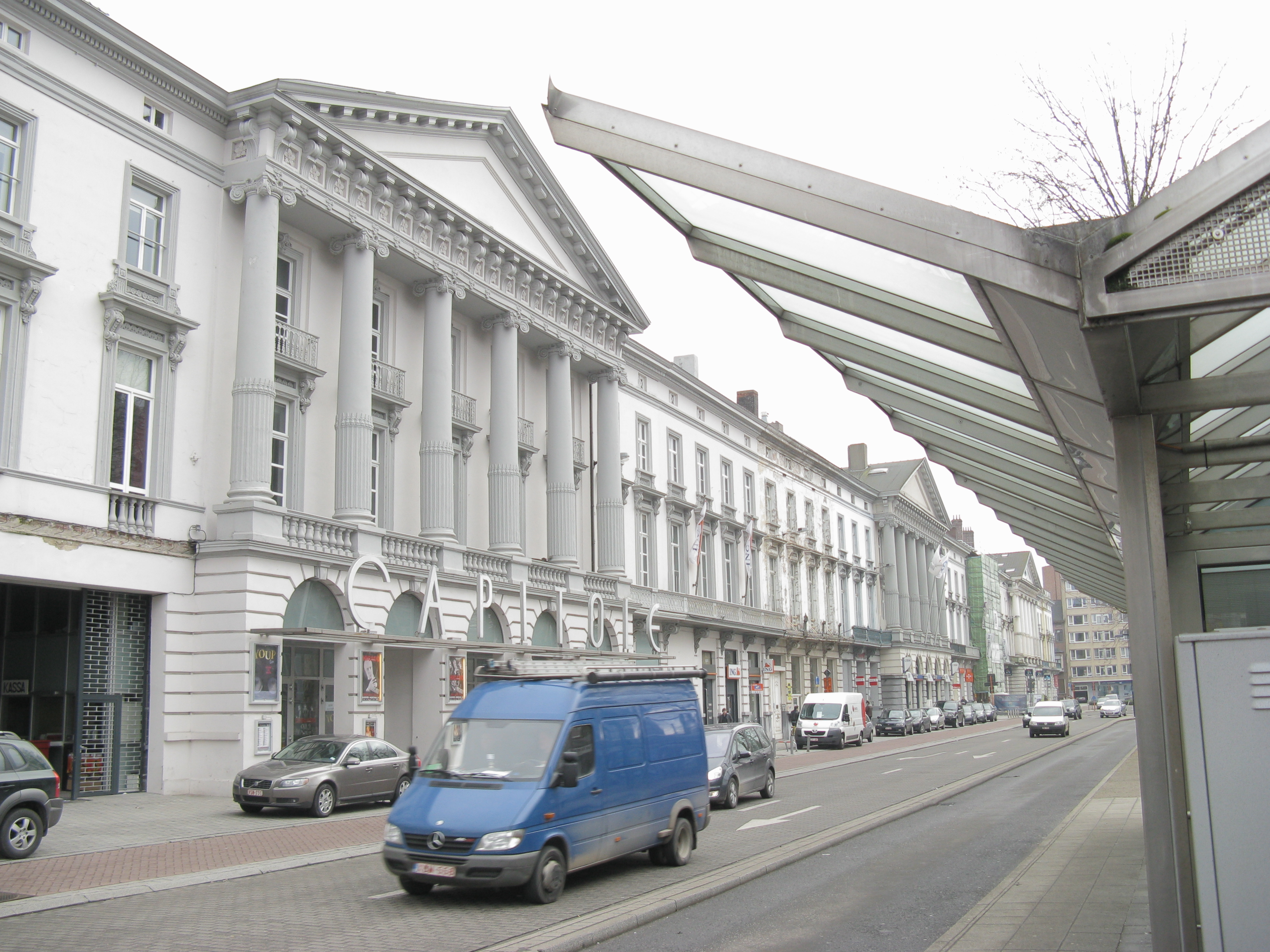
Oostelijke, beschermde gevelwand

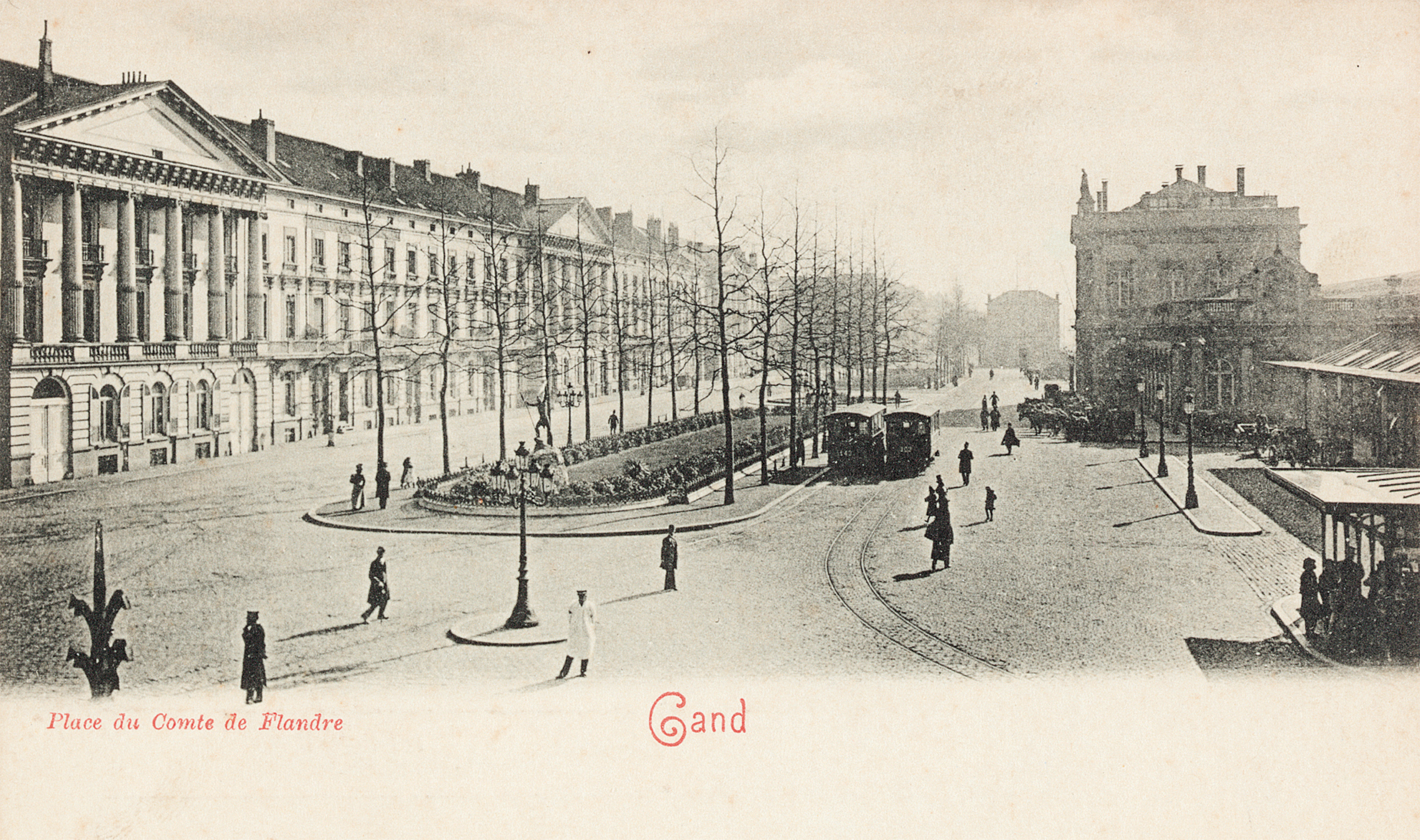
Plein, begin 20ste eeuw

佛兰德伯爵广场 （荷蘭語：Graaf van Vlaanderenplein）是比利时城市根特南区的一个广场，西面是伍德罗·威尔逊广场（Woodrow Wilsonplein）和阿尔贝国王公园（Koning Albert Park）。

## 历史
此处原为根特城墙内一个未开发的地区，直到1837年根特南站建成，新车站地区得到开发。1847年，车站东侧开辟了佛兰德伯爵广场。1847-1852年，广场的整个东侧建成一个新古典主义街区。立面有爱奥尼柱和三角形山花. 20世纪初，根特圣彼得站开通，取代了南站的地位。1928年，车站关闭，1930年左右被拆除。
广场及其周围环境自1988年以来一直受到保护，作为"受保护的城市景观"城市景观。